# Лек-Лек
«Лек-лек» (азерб. لک‌لک) — литературный журнал, издававшийся в 1914 году в Эривани.

## Про журнал
Первый номер журнала «Лек-лек» вышел 22 февраля 1914 года в Эривани. «Лек-лек» выходил до 30 июня того же года, всего вышло 12 номеров (фактически это транслитерация журнала «Аист» с арабского алфавита в цензурных документах). Журнал продолжил традиции литературной школы «Молла Насреддин». В пресс-релизе, подписанном «Хамаданлы Мешади Ибад», говорится:
«Лек-лек» не должен отличаться от «Моллы Насреддина», он должен действовать как он.
Издателем и редактором журнала были Мир Мухаммад Мир Фатуллаев и Джаббар Аскерзаде (Аджиз), и он печатался в типографии «Луйс» в Эривани. Имеются примечания автора о приостановлении его публикации.
В 1913 году в цензурных документах о разрешении на издание «Лек-Лек» в служебном деле № 968 1-й описи 480 Центрального государственного исторического архива Грузинской ССР указано решение Эриванского губернатора об издании «Лек-Лек» Мир Мухаммеду Мир Фатуллаеву и в справке от 21 января 1914 года, выданной Джаббару Аскарзаде, журналу разрешалось печатать основные статьи, стихи, городские дела, кавказские известия, телеграммы, зарубежные и отечественные известия, рубрику, представление, почтовый ящик и объявления.

## Главные редакторы
- Шахбази, Таги Аббас оглы
- Аскерзаде, Мирза Джаббар оглы

## Основные темы газеты
Журнао «Лек-Лек» критиковал религию и духовенство за реакционность. Он выступал за открытие новых русско-татарских школ в Эривани.
В мае 1914 года в Эривани за пропаганду революционных идей был конфискован 17-й номер армяноязычной газеты «Хоск» («Слово»), а её редактор большевик Аршавир Меликян предстал перед судом. «Лек-лек» был одним из СМИ, протестовавших против этого события.
В журнале публиковались статьи, критикующие Первую мировую войну.
На страницах «Лек-лек» пропагандировались и мещанские сходки. Политические события иногда оценивались с точки зрения буржуазии. Н. Ахундов критикует журнал за проявления национализма.

## Список литературы
- «Лек-лек», 1914, № 6
- «Лек-лек», 1914, № 7
- Н. Ахундов. Азербайджанские сатирические журналы. — Баку, 1968, стр. 91.
- И. Мамедов. Азербайджанская печать в Армении» (автореферат). — Ереван, 1971, стр. 16